# Charles Vane

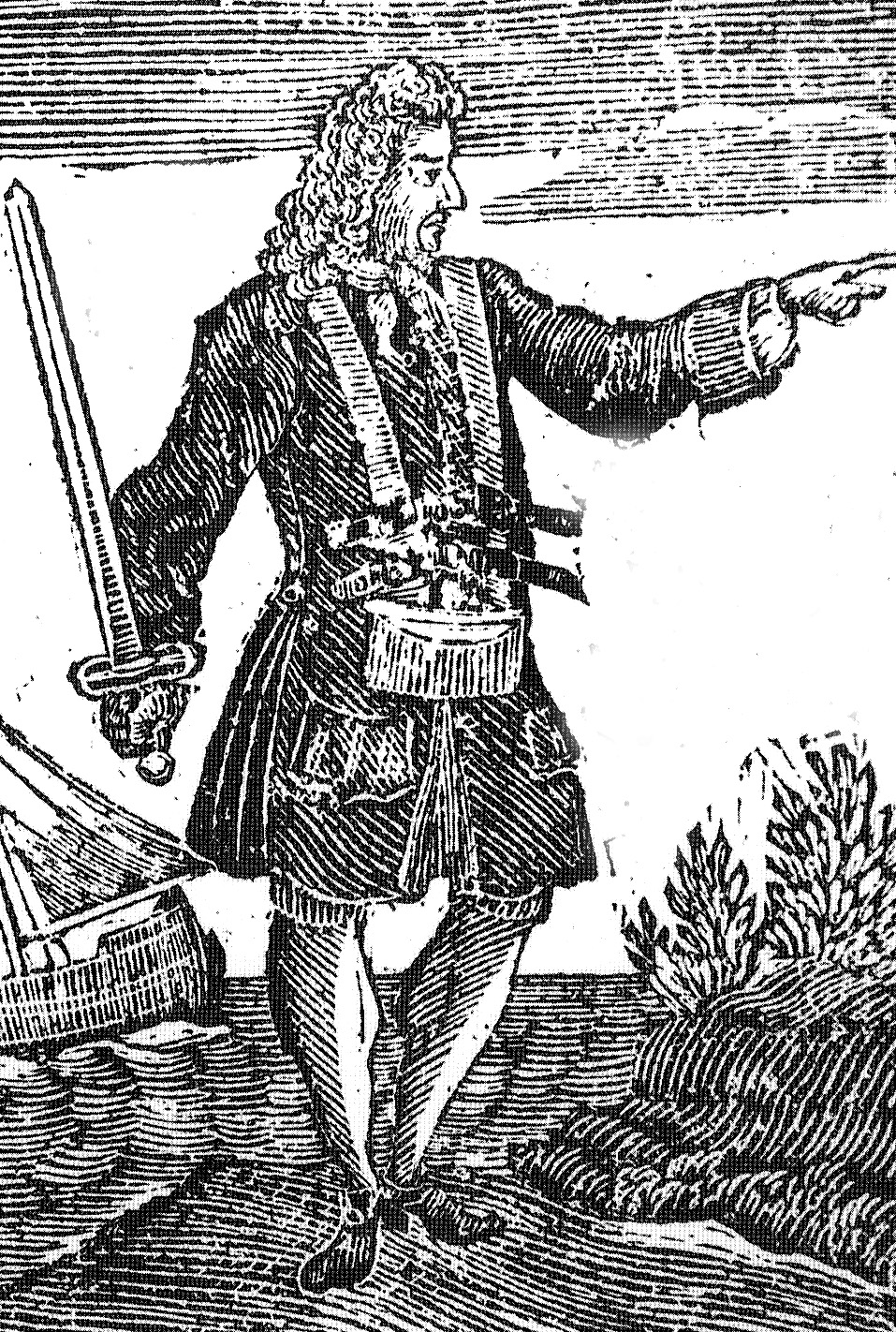
Charles Vane y su bergantín.

Charles Vane (1680 - Gallows Point, Port Royal, Jamaica, 29 de marzo de 1721) fue un pirata inglés que atacaba barcos ingleses y franceses. Su carrera de pirata duró de 1716 a 1719. Su barco era un bergatín llamado Ranger. Murió ahorcado en Gallows Point, Port Royal, Jamaica.

## Comienzos
Los orígenes de Charles Vane son desconocidos, pero se sabe que comenzó su carrera en el mar como corsario a bordo de uno de los barcos de Lord Archibald Hamilton. Operó en aguas de Jamaica durante la guerra de sucesión española y en 1716 sirvió a las órdenes de Henry Jennings durante el ataque a los pecios españoles de Florida. En esas escaramuzas se consiguió un botín valorado en 87.000 libras en oro y plata. Tras ese golpe, fueron declarados piratas por parte del gobierno inglés y pusieron rumbo a Nasáu, Nueva Providencia. Vane convirtió la isla en su base y empezó su carrera como capitán.

## Woodes Rogers y el Perdón
En 1720, el Rey Jorge I de Inglaterra mandó al capitán Woodes Rogers con un Edicto de Perdón destinado a todos aquellos piratas que quisieran regresar a una vida honrada así como cuatro barcos de guerra para cazar a los que se negaran a aceptarlo. Vane repudió la oferta de Perdón de Su Majestad y pronto se convirtió en el cabecilla de los rebeldes. Tras una serie de asaltos fructuosos, el 23 de febrero de 1718, Vane y sus hombres fueron apresados por Vincent Pearse, comandante de la fragata real HMS Phoenix. Extrañamente fueron liberados bajo una promesa de buena conducta que no tardó en romper un par de semanas más tarde, formando una nueva tripulación en la que se incluían dos futuros piratas de renombre: Edward England y Jack "El Calicó" Rackham.

## Reino del Terror
Era desdeñado por su crueldad y mostraba poco respeto hacia el código pirata, no dividiendo justamente el pillaje y torturando a los prisioneros incluso cuando estos se habían rendido sin luchar. Alrededor del mes de abril de 1718, capturó una docena de embarcaciones mercantes cuyas tripulaciones fueron testigo del salvajismo de Vane: Un capitán fue atado de pies y manos y colgado de un penol boca abajo. Los piratas amenazaron con practicar puntería con él si se negaba a revelar dónde estaba escondido el dinero. Por aquel entonces capturó un bergantín francés de 20 cañones y lo rebautizó con el nombre de Ranger, convirtiéndolo en su buque insignia. Orgulloso de su poder y su fama, regresó a Nassau con una flotilla y prácticamente se apoderó de la ciudad. Tomó como residencia el fuerte, en el que izó una bandera negra como desafío al derecho de los británicos.

## Retirada y reunión con Barbanegra
En agosto de 1718, Woodes Rogers llegó con dos barcos de guerra para reclamar la isla y asegurarse de que se aceptaba el Perdón y se capturaba a los renegados. Muchos de los piratas, entre ellos Henry Jennings y Benjamin Hornigold, estaban dispuestos a recibir a los británicos con los brazos abiertos. Al sentir que perdía fuerza en la isla, Vane planeó una "calurosa bienvenida" para Rogers en forma de brulote. Aprovechó esa distracción para huir de Nassau en un balandro de seis cañones y puso rumbo al Norte.
Continuó sus depredaciones contra los barcos mercantes, poniendo en jaque a la armada real y a sus antiguos compañeros convertidos en cazapiratas. Se hizo con una flota de tres barcos y planeó bloquear el puerto de Charleston, como Barbanegra había hecho antes. Sin embargo, su autoridad se resentía a causa de su carácter cambiante y violento y su rechazo a capturar ciertas presas prometedoras. Esto provocó el abandono de uno de sus consortes y malestar dentro de su propia tripulación. Añorando los días en que aún controlaba Nassau, puso rumbo a Carolina del Norte en busca de Barbanegra. Se reunieron en la isla de Ocracoke en octubre de 1718, y durante una semana festejaron y se dice que planearon un ataque a Nassau para retomar la ciudad que no llegó a ninguna parte.

## Caída
Pusieron rumbo a Nueva York, y el 23 de noviembre avistaron un barco francés que resultó ser una fragata de guerra. Superado en armamento y tonelaje, Vane puso agua de por medio y perdió la poca estima que le tenían sus hombres. Jack Rackham aprovechó la tesitura y convenció a la tripulación para deponer al capitán y elegirle a él en su lugar. Charles Vane fue abandonado con Robert Deal y otros quince hombres leales en una piragua, aunque consiguió apresar un barco más grande rumbo al sur.
Su barco se hundió en una tormenta en febrero de 1719, Vane arribó a una isla desierta en la bahía de Honduras. Un barco lo rescató, pero fue reconocido por un antiguo conocido suyo llamado Holford. Dos años después, fue enjuiciado y condenado el 22 de marzo de 1721 y ahorcado en Jamaica el 29 de marzo de ese mismo año (sigue sin saberse por qué tardó tanto en ser enjuiciado). Murió sin expresar remordimiento por sus crímenes. Después de su muerte, su cuerpo fue colgado en Gun Cay, en la entrada de Port Royal, como advertencia a los piratas.

## Aparición en otros medios
- Charles Vane es uno de los piratas del videojuego Port Royale 2.
- Es un personaje recurrente en la trilogía Devil's Fire del autor Matt Tomerlin.
- Aparece en el docudrama Blackbeard: Terror at Sea (2006) interpretado por Jack Galloway.
- Es un personaje en el videojuego Tortuga: Dos Tesoros.
- Aparece en el videojuego Assassin's Creed IV: Black Flag, interpretado por Ralph Ineson.
- Es uno de los personajes principales de la serie televisiva estadounidense Black Sails, interpretado por el actor Zach McGowan.
- También aparece como personaje secundario en la historia "Capitana Rompecorazones"en el juego móvil" Time Princess ". Es uno de los intereses amorosos de la protagonista.